# Wembley Football Club
El Wembley Football Club es un club de fútbol semiprofesional inglés con sede en Wembley, en el distrito londinense de Brent, Londres, Inglaterra. Actualmente juegan en la División Premier de la Spartan South Midlands Football League. Sus colores principales son el rojo y el blanco y se apodan "Los Leones". Esto se debe a la presencia de un león en el escudo de armas para el antiguo barrio de Wembley. Los rivales tradicionales de Wembley son Harrow Borough y Edgware Town, mientras que Wealdstone también es impopular con la mayoría de los partidarios del Wembley.

## Historia
El club se formó en 1946 en el boom del fútbol de la Segunda Guerra Mundial, ya que muchos en el área se sintieron mal que la zona que tenía el Estadio Nacional Inglés no tenía su propio equipo de fútbol senior. Se formó de dos clubes locales de Junior: Sudbury Rangers y Sudbury Ratepayers. Como resultado de sus esfuerzos, el club tomó el lema "A Posse Ad Esse" ("De la posibilidad a la realidad").
Wembley se convierten en campeones de la liga en solo su segunda temporada de existencia en 1947-48. Luego pasaron dos temporadas en la División Oeste de la División Espartana, convirtiéndose en Campeones en la temporada 1950-51. La estación siguiente los vio moverse de la liga espartana para convertirse en uno de los miembros fundadores de la liga de Delphian. La asistencia récord de Vale Farm se registró en 1952 cuando 2.654 asistieron a un partido de derby con sus rivales locales Wealdstone. En la temporada 1955-56, terminaron como corredores en la liga. Esa temporada también los vio llegar a la final de la Copa Senior de Londres (perder 1-3 a Briggs Sports en Ilford) y Middlesex Senior Cup (perder 1-2 a Hendon en Wealdstone). El club entonces ensambló la liga de Corinthian la estación siguiente (1956-57).
Esa competencia se combinó con la liga ateniense en 1963 y se convirtió en la Primera División donde el club permaneció hasta ganar la promoción a la División Premier en 1968. El primer trabajo de Malcolm Allison en la dirección del fútbol fue con Wembley, pero la mayor parte de su reinado, lamentablemente, coincidió con el Big Freeze de 1962-63, por lo que su impacto fue mínimo. 1967-68 vio mejor Wembley nunca FA Amateur Cup correr como llegaron a la segunda ronda adecuada. El club en la temporada 1972-73 acabó el fondo de la división Premier pero se salvó del descenso cuando muchos clubes dejaron la liga ateniense para unirse a la Liga Isthmian, con esta pérdida la Liga ateniense tuvo que reestructurar en divisiones uno y dos, y Wembley permaneció en la división superior. Sin embargo se elevaron a la liga Isthmian al final de la temporada 1974-75.
Wembley se mantuvo en el segundo nivel de la Liga Isthmian durante 21 temporadas, durante el cual se acercaron a la promoción a la División Premier en dos ocasiones en la década de 1980, pero terminaron tercero en ambas ocasiones. Durante este período Wembley alcanzó la primera ronda apropiada de la FA Cup por la única vez en 1980-81 donde perdieron 0-3 a Enfield. En 1983-84 Wembley llegó a las semifinales de la Copa de la Liga Isthmian antes de perder 4-1 ante los eventuales ganadores Sutton United. Wembley fue uno de los clubes más exitosos en Middlesex a lo largo de la década de 1980 apareciendo en ocho finales de la Copa del Condado - ganando cinco, incluyendo haciendo la Copa del Condado 'Doble' en 1986-87 ganando tanto la Middlesex Senior Cup y la Middlesex Senior Charity Cup. Wembley alcanzó ambas finales otra vez la estación siguiente pero perdió ambos. La Final de la Copa de la Caridad se jugó en el Estadio de Wembley frente a casi 5.000 partidarios, pero los Leones perdieron por 3-0 ante Hendon. Sin embargo, habían derrotado al Brentford de la Liga de Fútbol en el Griffin Park en la semifinal de 0-1 para ganar 2-1. Es la única vez (hasta ahora) en la historia de Wembley que han vencido a la oposición de la Liga de Fútbol en un partido competitivo.
En la década de 1990 vio dos excelentes carreras de la FA Cup, llegando a la cuarta ronda de clasificación en 1992-93 antes de salir a Nuneaton Borough después de tres repeticiones (incluyendo una jugada frente a más de 2.000 personas) y la tercera ronda de clasificación en 1994-95 Welling United - luego de la Conferencia - 4-1 fuera de casa. 1994-95 también vieron a los leones ganar la taza mayor de la caridad de Middlesex por quinta vez, batiendo Hampton 2-0 en Northwood. Las esperanzas de ascenso fueron altas, ya que Wembley entró en su temporada de Jubileo en 1995-96, pero la pérdida de los jugadores clave Giuliano Grazioli al lado de la Liga de Fútbol Peterborough United y Charlie Flaherty significó que Los Leones lucharon desde el exterior y finalmente fueron relegados por primera vez en la Historia del club. En una extraña coincidencia esta temporada también vio el mejor Trofeo de la FA de Wembley, llegando a la 2da Ronda apropiada antes de perder 0-2 al lado de la Conferencia Northwich Victoria en Vale Farm. El club, sin embargo, rebotó directamente hasta la división uno en la campaña 1996-97, y casi coronó esto con otra victoria de la Copa de la Caridad de Middlesex, pero perdió 0-1 a los rivales locales Edgware Town.
Bajo la dirección de Errol Dyer, 1998-99 vio a Wembley alcanzar la final de la Copa Senior de Middlesex en el Southbury Road de Enfield, pero finalmente perdió ante Hendon en las penales - el partido había terminado 2-2 después de tiempo extra. Sin embargo, que fue el punto culminante de la temporada como el club fue relegado de nuevo a la División 2. El club pasó las siguientes tres temporadas en la División dos, cuando como parte de la reorganización para la campaña 2002-03 de la Liga Isthmian, todos los clubes de la División dos fueron elevados a los División regionales y Wembley fueron puestos en la División uno del Norte . Sin embargo, solo pudieron sobrevivir una temporada en la liga más alta y estaban de vuelta en la División 2.
En la temporada 2005-06, como resultado de la reestructuración del fútbol fuera de la liga, se trasladaron de lado a la División Premier de la Liga de Condados Combinados. Después de una primera temporada fuerte cuando los leones permanecían en la discusión para el título para la mayor parte de la estación, el club ha luchado en el extremo incorrecto de la tabla desde entonces. El club completó la temporada 2010-11 al llegar a la final de la Copa Challenge Challenge de la Liga de los Condados Combinados - su primera final en 12 años - pero perdió 0-1 ante la ciudad de Sandhurst. La final fue jugada en el terreno de Cherrywood Road de Farnborough Town FC.
En la temporada 2011/12, su Copa de la FA extra ronda preliminar contra el Ascot United, se mostró exclusivamente a través de un flujo de Facebook, financiado por los nuevos patrocinadores de la FA Cup, Budweiser (Anheuser-Busch). Fue la primera emisión de su tipo en cualquier parte del deporte. Wembley ganó el partido por 2-1, con goles en la segunda mitad de Chris Korten y Roy Byron, asegurando la victoria para los Leones frente a una asistencia récord de 1.149 en el hipódromo de Ascot.
El 15 de marzo de 2012, la empresa de cervezas Budweiser (Anheuser-Busch) anunció que nuevamente estarían patrocinando al Wembley FC. El acuerdo de patrocinio incluyó una actualización de la sede club y la provisión de un minibús para el equipo. Otras iniciativas incluyen la implementación de un nuevo programa responsable de beber y la promoción del club en la comunidad más amplia de Wembley. El 28 de marzo de 2012 se confirmó que Terry Venables se uniría al club en una capacidad de asesor técnico.
El 21 de junio de 2012 se anunció que el club había reclutado a los ex internacionales Ray Parlour, Martin Keown, Graeme Le Saux, Claudio Caniggia y Brian McBride para disputar la edición 2012/13 de la FA Cup en esa temporada. El conjunto del lado norte de Londres también contrató al exarquero David Seaman como entrenador de porteros. Ugo Ehiogu fue reclutado más tarde para el partido de clasificación preliminar contra Uxbridge, pero no pudo evitar que Wembley fuera eliminado.

## Uniforme
- Uniforme titular: Camiseta roja, pantalón rojo, medias rojas.
- Uniforme alternativo: Camiseta blanca, pantalón blanco, medias blancas.

- Datos: Q890769